# Inside Man: Most Wanted
Pour les articles homonymes, voir Inside Man (homonymie).
Série
Inside Man : L'Homme de l'intérieur
(2006)
Pour plus de détails, voir Fiche technique et Distribution.
Inside Man: Most Wanted, dont le titre alternatif est Inside Man 2, est un film thriller et policier américain de 105 minutes réalisé par M. J. Bassett. Il est une suite du film de 2006 Inside Man : L'Homme de l'intérieur et est directement sorti en format direct-to-video le 24 septembre 2019. Le film a aussi été lancé sur Netflix et d'autres plateformes de visionnement payant.
L'intrigue, les péripéties et les costumes présentent de fortes ressemblances avec ceux de la série La casa de papel.

## Synopsis
Cinq ans après le braquage de Manhattan par Dalton Russell et son équipe, une bande de voleurs menée par Ariella Barash (connue sous le nom de Most Wanted), attaque la Federal Reserve Bank of New York. Ils se barricadent à l'intérieur dans le but de voler une grosse cargaison d'or nazi saisi par les Américains durant la Seconde Guerre mondiale. Après la libération d'une partie des touristes et les employés de la réserve, une escouade jointe de la NYPD et du FBI arrive sur place. Elle est dirigée par l'agente Brynn Stewart et le négociateur Remy Darbonne. Comme Arthur Case est placé en résidence forcée après le casse de Dalton Russell, son fils Dietrich prend Russell en otage à Berlin. Dietrich veut alors forcer Ariella à voler la réserve pour compenser les pertes financières des Case.
Pendant ce temps, un des voleurs, l'Allemand Joseph, tue les voleurs Joey et Jackie pour augmenter sa part des profits. Ariella négocie la libération des otages en échange que Stewart vienne à l'intérieur voir par elle-même. Elle est cependant kidnappée et enfermée dans le sous-sol de la réserve. N'obtenant pas de réponse de Stewart, le FBI ordonne l'assaut de la réserve, mais leur entrée provoque une explosion dans l'édifice. Alors que le sous-sol commence à être inondé, Darbonne arrive juste à temps pour sauver Stewart, mais il est attaqué par Joseph. Il réussit à le tuer et libère Stewart avant de s'enfuir de l'endroit. Johnny et Joe sont tués par les policiers. Les otages sont évacués avant d'être interrogés. Après l'assaut, Darbonne et Stewart vont à l'intérieur de l'édifice ravagé et voient un trou dans le plafond du sous-sol. Ils émettent l'hypothèse qu'Ariella et Josie s'étaient probablement enfuies. Le vol échoué n'en était pourtant pas un, puisqu'il s'agissait d'un plan orchestré par Ariella et sa sœur Ava, qui avait posé comme témoin en visitant les policiers pour les espionner. Ariella et Ava laissent tout de même des indices à Stewart et Darbonne, qui réalisent que les deux sœurs sont liées à Russell. Les deux policiers comprennent aussi que l'or a été volé en le faisant fondre en forme de cylindres pour le faire passer comme les barreaux et les restes de débris de la réserve. Stewart va à la rencontre de Dietrich et intercepte la transaction d'or et le fait arrêter, mais avant son arrestation, Dietrich fait savoir qu'il a fait exécuter Russell.
Après l'arrestation de Dietrich, Stewart et Darbonne discutent du sort d'Ava, Ariella et Russell. Darbonne pense qu'une fois qu'Ariella saura ce qui est arrivé à son frère, beaucoup de gens mourront. Il propose un café à Stewart avant de lui expliquer sa théorie. À Berlin, Ariella entre dans le bar où était tenu captif Russell. Des coups de feu se font entendre. Son frère est-il vengé ?.

## Fiche technique
Sauf indication contraire, les informations mentionnées dans cette section peuvent être confirmées par la base de données cinématographiques IMDb,  présente dans la section « Liens externes ».
- Titre original : Inside Man: Most Wanted
- Réalisation : M. J. Bassett
- Scénario : Brian Brightly, d'après les personnages de Russell Gewirtz (en)
- Production : Ogden Gavanski (en), Genevieve Hofmeyr (en) (coproductrice), Marvin Saven (coproducteur) et Alan Shearer (producteur exécutif)
- Musique : Sonya Belousova et Giona Ostinelli (en)
- Photographie : Mannie Ferreira (en tant que Manoel Ferreira)
- Décors : Axel Hoebel
- Costumes : Neil McClean
- Maquillage : Madaleine Bassett, Roxanne Boehme et Carla Fourie
- Sociétés de production : Universal 1440 Entertainment
- Distribution : Universal Pictures Home Entertainment et Netflix
- Budget : Inconnu
- Box Office : Inconnu
- Pays d’origine :  États-Unis
- Langue originale : anglais
- Genre : Policier, thriller et action
- Durée : 105 minutes
- Dates de sortie : 
  - États-Unis et Royaume-Uni : 24 septembre 2019
  - Pays-Bas : 30 octobre 2019
  - Brésil : 8 mars 2020

## Distribution
- Aml Ameen (VF : Diouc Koma) : Remy Darbonne
- Rhea Seehorn (VF : Sylvie Jacob) : Dr Brynn Stewart
- Roxanne McKee (VF : Sandra Valentin) : Ariella Barash
- Urs Rechn (VF : Alexis Rangheard) : Joseph
- Akshay Kumar (en) (VF : Oscar Douieb) : Ansh Ramachandra, agent du FBI
- Tanya van Graan (en) (VF : Julia Boutteville) : Josie
- André Jacobs (af) (VF : Georges Caudron) : le sergent Sam Abrams
- Sven Ruygrok (VF : Jérémie Bédrune) : Bobby « Joey » Jenkins
- Aubrey Shelton (VF : Gabriel Le Doze) : Armand Phillips, le directeur de la réserve fédérale
- Jessica Sutton (en) (VF : Diane Kristanek) : Ava, la copine de Joey
- Deon Lotz (VF : Gérard Darier) : Biggs, directeur du FBI
- Peter Butler (VF : Jean-Paul Pitolin) : l'inspecteur Lochlan
- Greg Kriek (VF : Jochen Hägele (en)) : Dietrich Case
- Brandon Auret (en) : Johnny

 Source et légende : version française (VF) sur RS Doublage

## Production
En novembre 2006 est annoncée une suite au premier film Inside Man, intitulée Inside Man 2, avec Russell Gewirtz reprenant son rôle de scénariste. Brian Grazer aurait repris le poste de producteur et Spike Lee serait resté réalisateur, tout en étant producteur exécutif avec Daniel M. Rosenberg. En 2008, Terry George était en négociations pour écrire le scénario de la suite. Il remplace par la suite Gewirtz, qui a abandonné son rôle. La trame était censée se dérouler juste après le premier film, avec Dalton Russell, joué par Clive Owen, réalisant un autre braquage avec le négociateur du NYPD Keith Frazier, joué par Denzel Washington. Lee avait confirmé que Washington, Owen, Jodie Foster et Chiwetel Ejiofor allaient reprendre leur rôles. Il avait aussi voulu commencer le tournage en automne 2009.
En 2011, les projets d'une suite sont annulés, Spike Lee parlant de fonds insuffisants pour le tournage. En 2018, Aml Ameen est choisi pour le film, qui est finalement sorti le 24 septembre 2019.